# Asproinocybe lactifera
Asproinocybe lactifera är en svampart som beskrevs av R. Heim 1970. Asproinocybe lactifera ingår i släktet Asproinocybe och familjen Tricholomataceae.   Inga underarter finns listade i Catalogue of Life.